# بعانوب
 بعانوب هي إحدى القرى اللبنانية من قرى جبل عامل في محافظة الجنوب.